# تایکانگ
تایکانگ (به لاتین: Taicang) یک county-level city در جمهوری خلق چین است که در سوژو واقع شده‌است.

## خصوصیات
تایکانگ ۶۴۲ کیلومترمربع مساحت و ۹۴۷٬۰۰۰ نفر جمعیت دارد.

## خواهرخوانده
شهرهای مالیندی، کنیا، Rosolina، ساری (انگلستان) و سندی اسپرینگ، جورجیا خواهرخوانده‌های تایکانگ هستند.